# Фёдоров, Альберт Андреевич
Альберт Андреевич Фёдоров (19 декабря 1926 ― 30 мая 2017) ― советский и российский хозяйственный и общественный деятель, участник Великой Отечественной войны, почётный гражданин города Новокузнецка (2010), заслуженный работник культуры Российской Федерации.

## Биография
Родился 19 декабря 1926 года в городе Карабаш Челябинской области. Необычное имя мальчик получил благодаря знакомству его отца с американским представителем, который и предложил назвать родившегося сына Альбертом. Невнимательность Альберта привела к тому, что ребёнок два года подряд учился в первом классе. Семья переехала в Читу, в связи с новым назначением отца. Здесь он проходил обучение до седьмого класса. В 1943 году добровольцем ушёл на фронт. Участник Великой Отечественной войны. Воевал на 1-м Белорусском, 2-м Прибалтийском и Ленинградском фронтах в составе 168-й Ленинградской дивизии 462-го стрелкового полка. Был командиром взвода разведки, принимал участие в освобождении Выборга, Нарвы, Риги. Получил тяжёлое ранение под Либавой 4 марта 1945 года был комиссован.
После войны уехал в Благовещенск, стал работать на пароходе и поступил на третий курс речного училища. Пароход, на котором ходил Альберт встал на капремонт и ему пришлось вернуться в Читу. Стал трудиться в районной газете «Акшинская правда», писал статьи. Вскоре семья переехала в Пензу. С 1946 по 1950 годы проходил обучение на историческом факультете Пензенского педагогического института. С 1950 по 1954 годы работал учителем, а затем был назначен директором школы в городе Каменке Пензенской области.
В 1954 году уже с супругой переезжает в город Сталинск (ныне Новокузнецк). Трудоустроился в среднюю школу № 30 военруком и учителем физкультуры, позже стал преподавать историю в вечерней школе. В 1957 году завершил обучение на спортивном факультете Новокузнецкого педагогического института.
В 1959 году он был назначен первым директором городского Планетария. Руководством города было принято решение о строительстве планетария в Новокузнецке. 4 мая 1970 года в этом городе открыл двери первый в Сибири и Кузбассе Планетарий. Это было огромное культурное событие в жизни региона. В обсерватории был установлен крупнейший телескоп страны, позднее -самолёт ИЛ-18, где проводили занятия лётчики и демонстрировались мультфильмы для детей, установлен бюст Ю. А. Гагарину.
В 1980-х годах в Новокузнецке организовывались всероссийские встречи директоров планетариев. Сам Альберт Андреевич неоднократно участвовал в зарубежных поездках, делился опытом своей работы с коллегами. Этот планетарий был одним из лучших в Советском Союзе.
Активно занимался общественной деятельностью. Избирался председателем городского отделения Всесоюзного астрономо-геодезического общества при Академии наук СССР, был занесён в книгу почёта городского отдела культуры и профсоюза, стал первым председателем городского отделения Всесоюзного общества по охране природы и культурных ценностей.
С 1991 года находился на пенсии. На протяжении 15 лет продолжал работать в Центральном районном Совете ветеранов, где возглавлял работу с ветеранами Великой Отечественной войны, являлся солистом хора ветеранов.
15 июня 2010 года решением депутатов городского Собрания удостоен звания Почётный гражданин города Новокузнецка.
Проживал в городе Новокузнецке. Умер 30 мая 2017 года.

## Награды и звания
- Орден Отечественной войны I степени (11.03.1985),
- Медаль «За отвагу».
- другими медалями
- Ветеран труда,
- Заслуженный работник культуры Российской Федерации[1] (1989),
- «Отличник народного просвещения России»,
- Лучший культорганизатор Кузбасса,
- Орден Почёта Кузбасса,
- медаль «За особый вклад в развитие Кузбасса»,
- медаль «За служение Кузбассу» III степени,
- медаль «За труд во славу Кузбасса»,
- Почётный гражданин города Новокузнецка (2010)[1].

## Память
- 2 апреля 2010 года за большой личный вклад в развитие культурной жизни города Новокузнецкому, ещё при жизни, планетарию было присвоено имя Альберта Андреевича Фёдорова.
- На здании планетария установлена мемориальная доска в память о заслуженном человеке.